# The DeAndre Way
The DeAndre Way è il terzo album in studio del rapper statunitense Soulja Boy, pubblicato il 30 novembre 2010 da Interscope Records. Soulja Boy dichiarò che questo sarebbe stato "il più grande album della sua carriera", ma il risultato finale deluse le aspettative.

## Contesto
Prima di iniziare il nuovo album, Soulja Boy ha collaborato con i rapper statunitensi Gucci Mane e Birdman su Swag Flu e con il cantante pop canadese Justin Bieber su Rich Girl. Nicki Minaj, Snoop Dogg, 50 Cent, Kanye West, Lil Wayne, Drake, Trey Songz, Jamie Foxx, Busta Rhymes, Chris Brown, Ray J e Arab sarebbero dovuti essere nell'album, ma solo Trey Songz, 50 Cent, e Arab sono gli unici tra quegli artisti a comparire nell'album. L'album, ad oggi, ha venduto poco più di 150.000 copie negli Stati Uniti, e questo lo rende l'album in studio meno venduto di Soulja Boy. Il 23 aprile 2011, quattro mesi dopo l'uscita dell'album, durante un'intervista con Complex, Soulja Boy ha dichiarato che i disaccordi interni con Interscope hanno influenzato le deludenti vendite dell'album. Soulja Boy ha anche dichiarato che si sentiva impotente a causa di una comunicazione con Interscope che mancava e credeva che l'etichetta non volesse più ascoltarlo. Egli sostiene che il suo rapporto con il produttore Mr. Collipark, che per la prima volta non ha fatto alcun lavoro di produzione nell'album, gli ha dato meno possibilità di negoziare con i produttori esecutivi. Anche se i due da allora sono costituiti, Soulja Boy ha dichiarato che a causa delle deludenti vendite dell'album, stava per rinunciare addirittura alla sua carriera musicale, ma non l'ha fatto grazie a 50 Cent, il quale l'ha incoraggiato ad andare avanti.

## Singoli
Dall'album, sono stati estratti 5 singoli: Pretty Boy Swag, Blowing Me Kisses, Speakers Going Hammer, Mean Mug e 30 Thousand 100 Million.
Pretty Boy Swag è stato pubblicato come primo singolo dell'album l'8 giugno 2010. Il singolo, ha raggiunto la posizione numero 34 della Billboard Hot 100, la posizione numero 6 della Hot R&B/Hip-Hop Songs e la posizione numero 5 della Hot Rap Songs. Il singolo, ha venduto più di 1.000.000 di copie.
Blowing Me Kisses è stato pubblicato come secondo singolo dell'album il 31 agosto 2010. La canzone, ha raggiunto la posizione numero 55 della Billboard Hot 100 e la posizione numero 58 della Hot R&B/Hip-Hop Songs.
Speakers Going Hammer è stato pubblicato come terzo singolo dell'album il 19 ottobre 2010. La canzone, ha raggiunto la posizione numero 6 della Bubbling Under Hot 100, la posizione numero 47 della Hot R&B/Hip-Hop Songs e la posizione numero 24 della Hot Rap Songs.
Il quarto singolo estratto dall'album, Mean Mug, con 50 Cent, è uscito il 16 novembre 2010. Nonostante la collaborazione di grande livello, la canzone non è riuscita ad entrare con prepotenza nelle classifiche.
Sempre nel mese di novembre, è uscito il suo ultimo singolo, 30 Thousand 100 Million, insieme a Lil B e Arab. Qualche anno dopo, il videoclip della canzone, che era presente su YouTube, è stato rimosso dal canale ufficiale di Soulja Boy, senza una reale motivazione.

## Critica
Al momento della distribuzione, The DeAndre Way ha ricevuto recensioni contrastanti da parte della critica musicale. Tuttavia, ha raccolto una ricezione leggermente migliore rispetto ai due album precedenti. Rolling Stones ha etichettato l'album come "blando e itterico", mentre HipHopDX ha dichiarato che "manca qualsiasi evidenza di creatività".

## Tracce
| N° | Titolo                  | Produttore/i | Featuring   | Durata |
| -- | ----------------------- | ------------ | ----------- | ------ |
| 1  | First Day Of School     | Resource     |             | 3:58   |
| 2  | Touchdown               | Rico Beats   |             | 3:19   |
| 3  | Hey Cutie               | Young Yonny  | Trey Songz  | 3:15   |
| 4  | Speakers Going Hammer   | Boi-1da      |             | 3:08   |
| 5  | Pretty Boy Swag         | G5 Kids      |             | 3:56   |
| 6  | 30 Thousand 100 Million | Soulja Boy   | Lil B, Arab | 4:03   |
| 7  | Mean Mug                | Rico Beats   | 50 Cent     | 3:48   |
| 8  | Blowing Me Kisses       | Bei Maejor   |             | 3:19   |
| 9  | Fly                     | Rico Beats   |             | 3:53   |
| 10 | Grammy                  | Rico Beats   | Ester Dean  | 2:53   |

Deluxe edition
| N° | Titolo    | Produttore/i   | Featuring | Durata |
| -- | --------- | -------------- | --------- | ------ |
| 11 | Steez     | Resource       |           | 3:57   |
| 12 | Boom      | Clinton Sparks |           | 3:24   |
| 13 | Do It Big | Inertia        |           | 4:04   |
| 14 | Xtra      | Resource       |           | 3:50   |

## Classifiche
| Classifica (2010)                       | Posizione più alta |
| --------------------------------------- | ------------------ |
| U.S. Billboard 200                      | 90                 |
| U.S. Top R&B/Hip-Hop Albums (Billboard) | 18                 |
| U.S. Top Rap Albums (Billboard)         | 8                  |